# Bānlakān
Bānlakān (persiska: بانلَكان) är en ort i Iran.   Den ligger i provinsen Ilam, i den västra delen av landet, 400 km sydväst om huvudstaden Teheran. Bānlakān ligger 1 087 meter över havet och antalet invånare är 115.
Terrängen runt Bānlakān är kuperad.Runt Bānlakān är det ganska tätbefolkat, med 52 invånare per kvadratkilometer. Närmaste större samhälle är Shāhzādeh Moḩammad, 18,5 km sydväst om Bānlakān. Omgivningarna runt Bānlakān är i huvudsak ett öppet busklandskap.